# Miss Universum Sverige
Miss Universum Sverige är en skönhetstävling som genomfördes för första gången i Sverige 6 juni 2009 i Telgias salonger, på Torekällberget i Södertälje. Vinnare där var Renate Cerljen som senare kom på 13:e plats i den stora Miss Universum-finalen på Bahamas i augusti.
Fröken Sverige har genomförts sedan sent 1940-tal i Sverige, men har sedan 1952 skickat vinnaren till Miss Universum-finalen. Den senaste svenskan att vinna Miss Universum var Yvonne Ryding 1984. Under åren 2007 och 2008 skickades ingen svensk representant till Miss Universum-finalen, och till slut lades den svenska deltävlingen Fröken Sverige ned 2009.
Organisationen sökte då en ny organisation i Sverige att driva uttagningen till Miss Universum. Joakim Granberg utsågs till att arrangera tävlingen i Sverige. Star World Sweden AB äger sedan 2009 licensen för att kora vinnaren i Miss Universum Sverige och skicka vinnaren till den stora finalen.
Under 2012 har en turné och uttagningar pågått över stora delar av Sverige. Svenska finalen år 2012 ägde rum i Stockholm Cafe Opera söndagen 26 augusti och vinnare blev Hanni Beronius.
Miss Universum Sverige 2021 (Engelsk: Miss Universe Sweden 2021) hölls den 30 oktober 2021 på Clarion Hotel Post i Göteborg. Lina Ljungberg från Östergötland  kröntesin efterträdare Moa Sandberg från Stockholm i slutet av evenemanget.